# Sauralje Kurgan
Sauralje Kurgan (russisch Зауралье Курган) ist ein 1961 gegründeter russischer Eishockeyklub aus Kurgan. Die Mannschaft spielt in der Wysschaja Hockey-Liga und trägt ihre Heimspiele im Eispalast Mostowik aus. Die Vereinsfarben sind rot, weiß, schwarz und blau.

## Geschichte

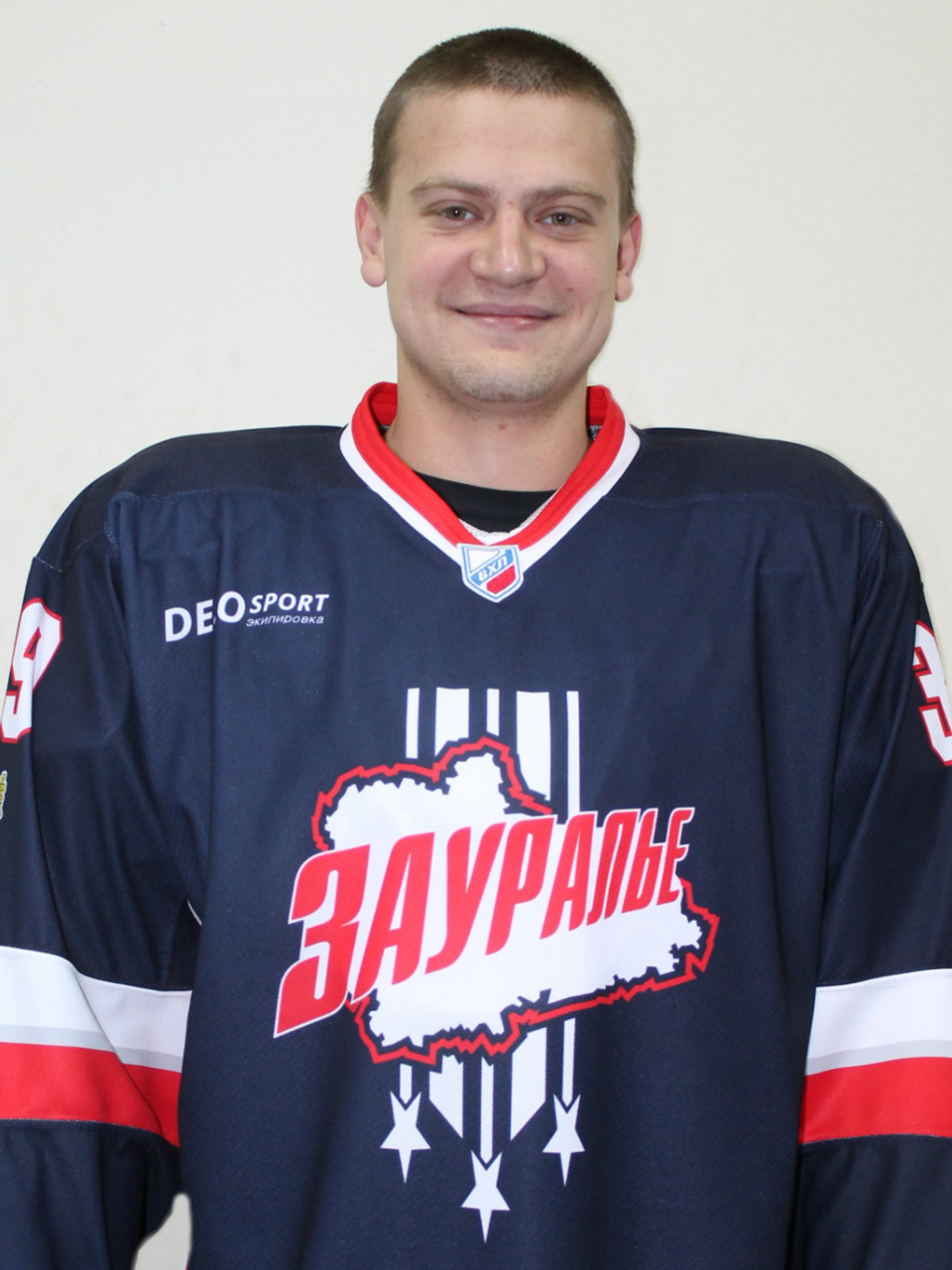
Spieler von Sauralje

Altes Logo

Der Klub wurde 1961 gegründet. Der Verein nahm in mehreren Spielzeiten an der zweiten Spielklasse in der Sowjetunion und später Russlands teil. Nach der Jahrtausendwende konnte sich der Verein im Profieishockey etablieren und spielte bis 2010 in der zweitklassigen Wysschaja Liga. Zur Saison 2010/11 wurde die Mannschaft schließlich in deren Nachfolgeliga Wysschaja Hockey-Liga aufgenommen.
Sauralje Kurgan fungiert als Farmteam des KHL-Teilnehmers Metallurg Nowokusnezk.

## Bekannte Spieler
| - Alexei Bondarew (2001–2002) - Alexei Bulatow (2003–2004) - Artur Garipow (2006–2007) - Denis Kotschetkow (2003–2004) - Anton Kurjanow (2001–2002) | - Alexei Kusnezow (2001–2002) - Andrei Petrakow (2006–2007) - Andrei Taratuchin (2001–2002) - Konstantin Tschaschtschuchin (2006–2008) |